# Tarran Mackenzie
Tarran Mackenzie (Ashby-de-la-Zouch, 25 ottobre 1995) è un pilota motociclistico britannico.
Figlio del pilota Niall Mackenzie, anche suo fratello Taylor corre come pilota professionista.

## Carriera
Vince il campionato britannico Supersport nel 2016 con una Kawasaki ZX-6R. Ha partecipato anche alla Superteens, al British Motostar Moto3 e alla Red Bull Rookies Cup.
Nel 2017 corre nella classe Moto2 del motomondiale a partire dal Gran Premio di Francia sulla Suter MMX2 del team Kiefer Racing al posto di Danny Kent. Termina la stagione al 37º posto con un punto totalizzato con il quindicesimo posto in Giappone.
Nel 2021 si aggiudica il campionato britannico Superbike in forza al team McAMS Yamaha. Nel 2022 è nuovamente impegnato nel campionato britannico. In occasione del Gran Premio di Donington fa il suo debutto, in qualità di wild card, nel campionato mondiale Superbike. In sella ad una YZF-R1 conquista tre punti classificandosi ventottesimo nel mondiale e sedicesimo nel trofeo indipendenti.
Nel 2023 fa il suo esordio nel Campionato mondiale Supersportː è pilota titolare del team Petronas MIE Honda, il compagno di squadra è Adam Norrodin. In occasione del Gran Premio di Most ottiene un'insperata vittoria in una gara due caratterizzata da condizioni meteorologiche variabili. Conclude il campionato con 42 punti classificandosi al diciottesimo posto.
Nel 2024, assieme al compagno di squadra Norrodin, è promosso dal team in Superbike; alla guida della CBR1000RR-R. Nonostante un infortunio lo tenga lontano dalle piste per tre Gran Premi, riesce a raccogliere sette punti con cui si classifica ventitreesimo nel mondiale e ottavo nella graduatoria del Trofeo Indipendenti.

## Risultati in gara

### Motomondiale
| 2017 | Classe | Moto  |  |  |  |  |     |    |     |    |    |    |    |    |     |    |    |    |    |    | Punti | Pos. |
| ---- | ------ | ----- |  |  |  |  | --- | -- | --- | -- | -- | -- | -- | -- | --- | -- | -- | -- | -- | -- | ----- | ---- |
| 2017 | Moto2  | Suter |  |  |  |  | Rit | 27 | Rit | 25 | 23 | 26 | 20 | 30 | Rit | 27 | 15 | 22 | NC | 24 | 1     | 37º  |

| Legenda | 1º posto        | 2º posto            | 3º posto            | A punti      | Senza punti        | Grassetto – Pole position Corsivo – Giro più veloce |
| Legenda | Gara non valida | Non qual./Non part. | Ritirato/Non class. | Squalificato | '-' Dato non disp. | Grassetto – Pole position Corsivo – Giro più veloce |

### Campionato mondiale Superbike
| 2022 | Moto   |  |  |  |  |  |  |  |  |  |  |  |  |    |     |    |  |  |  |  |  |  |  |  |  |  |  |  |  |  |  |  |  |  |  |  |  |  |  |  |  |  |  | Punti | Pos. |
| ---- | ------ |  |  |  |  |  |  |  |  |  |  |  |  | -- | --- | -- |  |  |  |  |  |  |  |  |  |  |  |  |  |  |  |  |  |  |  |  |  |  |  |  |  |  |  | ----- | ---- |
| 2022 | Yamaha |  |  |  |  |  |  |  |  |  |  |  |  | 14 | Rit | 15 |  |  |  |  |  |  |  |  |  |  |  |  |  |  |  |  |  |  |  |  |  |  |  |  |  |  |  | 3     | 28º  |

| 2024 | Moto  |    |     |    |    |    |    |    |    |    |     |    |    |     |     |     |     |     |     |     |     |     |     |    |    |     |    |     |    |    |    |    |    |     |    |    |     |  |  |  |  |  |  | Punti | Pos. |
| ---- | ----- | -- | --- | -- | -- | -- | -- | -- | -- | -- | --- | -- | -- | --- | --- | --- | --- | --- | --- | --- | --- | --- | --- | -- | -- | --- | -- | --- | -- | -- | -- | -- | -- | --- | -- | -- | --- |  |  |  |  |  |  | ----- | ---- |
| 2024 | Honda | 19 | Rit | 18 | 16 | 20 | 17 | 14 | 17 | 11 | Rit | 18 | 19 | Rit | Inf | Inf | Inf | Inf | Inf | Inf | Inf | Inf | Rit | 18 | 18 | Rit | 23 | Rit | 18 | 19 | 18 | 18 | 19 | Rit | 24 | 21 | Rit |  |  |  |  |  |  | 7     | 23º  |

| 2025 | Moto           |    |    |     |    |     |    |    |   |    |     |     |     |    |    |     |    |     |    |  |  |  |    |   |    |  |  |  |  |  |  |  |  |  |  |  |  |  |  |  |  |  |  | Punti | Pos. |
| ---- | -------------- | -- | -- | --- | -- | --- | -- | -- | - | -- | --- | --- | --- | -- | -- | --- | -- | --- | -- |  |  |  | -- | - | -- |  |  |  |  |  |  |  |  |  |  |  |  |  |  |  |  |  |  | ----- | ---- |
| 2025 | Honda e Ducati | 16 | 18 | Rit | 14 | Rit | 17 | 12 | 9 | 14 | Rit | Rit | Rit | NP | 21 | Rit | 16 | Rit | NP |  |  |  | 14 | 8 | 11 |  |  |  |  |  |  |  |  |  |  |  |  |  |  |  |  |  |  | 18    |      |

| Legenda | 1º posto        | 2º posto            | 3º posto           | A punti      | Senza punti        | Grassetto – Pole position Corsivo – Giro più veloce |
| Legenda | Gara non valida | Non qual./Non part. | Ritirato/Non class | Squalificato | '-' Dato non disp. | Grassetto – Pole position Corsivo – Giro più veloce |

### Campionato mondiale Supersport
| 2023 | Moto  |   |    |    |    |    |    |    |    |     |     |     |    |    |     |    |   |    |    |    |    |    |    |    |    | Punti | Pos. |
| ---- | ----- | - | -- | -- | -- | -- | -- | -- | -- | --- | --- | --- | -- | -- | --- | -- | - | -- | -- | -- | -- | -- | -- | -- | -- | ----- | ---- |
| 2023 | Honda | 5 | 16 | 14 | 14 | 20 | 20 | 27 | 23 | Rit | Rit | Rit | 23 | 21 | Rit | 17 | 1 | 24 | 20 | 26 | 22 | 22 | 20 | 19 | 14 | 42    | 18º  |

| Legenda | 1º posto        | 2º posto            | 3º posto           | A punti      | Senza punti        | Grassetto – Pole position Corsivo – Giro più veloce |
| Legenda | Gara non valida | Non qual./Non part. | Ritirato/Non class | Squalificato | '-' Dato non disp. | Grassetto – Pole position Corsivo – Giro più veloce |